# Plesiops thysanopterus
Plesiops thysanopterus är en fiskart som beskrevs av Mooi, 1995. Plesiops thysanopterus ingår i släktet Plesiops och familjen Plesiopidae. Inga underarter finns listade i Catalogue of Life.